# 포항 흥해향교 대성전
포항 흥해향교 대성전(浦項 興海鄕校 大成殿)은 대한민국 경상북도 포항시 북구 흥해읍에 있는 건축물이다. 2012년 10월 22일 경상북도의 유형문화재 제451호로 지정되었다.

## 현지 안내문
향교는 공자와 여러 성현들께 제사를 지내고, 지방민의 교육과 교화를 위해 나라에서 세운 교육기관이다.
흥해향교는 조선 태조 7년(1398)에 지었다고 전하나, 연혁에 관한 자료가 남아 있지 않아 정확히는 알 수 없다. 한국전쟁 때 대성전과 동무만 남고 모두 불타 없어졌는데, 여러 차례에 걸쳐 수리·복원하였다.
지금 남아 있는 건물로는 제사 공간인 대성전과 동무·서무, 교육 기능을 수행하는 강당인 명륜당 등이다.
대성전은 1970년에 기와를 새로 고치고, 1971년에 단청보수를 통해 복원하였다. 규모는 앞면 3칸·옆면 3칸이며, 지붕은 옆면에서 볼 때 사람 인(人)자 모양인 맞배지붕이다. 지붕 처마를 받치기 위해 장식하여 만든 공포는 새 날개 모양으로 짠 익공 양식으로 꾸몄다. 밖으로 뻗쳐 나온 부재의 끝을 날카롭게 하였고, 위에는 구름 모양의 장식을 입혀 섬세하고 화려한 효과를 나타내고 있다. 기둥 사이에는 위쪽의 무게를 받기 위해 당초무늬와 연꽃으로 화려하게 장식한 꽃받침<화반 (花盤)>을 설치하였다. 안쪽에는 공자를 비롯한 그 제자와 우리나라 성현들의 위패를 모시고 있다.
조선시대에는 나라에서 토지와 노비·책 등을 지원받아 학생을 가르쳤으나, 지금은 교육 기능은 없어지고 제사 기능만 남아 있다.

## 참고 문헌
- 이 문서에는 다음커뮤니케이션(현 카카오)에서 GFDL 또는 CC-SA 라이선스로 배포한 글로벌 세계대백과사전의 "《포항 흥해향교 대성전》" 항목을 기초로 작성된 글이 포함되어 있습니다.

## 같이 보기
- 포항 흥해향교 이팝나무 군락 - 대한민국 천연기념물 제561호

## 참고 자료
- 포항 흥해향교 대성전 - 국가유산청 국가유산포털